# 로버르트 판 더 발러
로버르트 판 더 발러(네덜란드어: Robert Van de Walle, 1954년 5월 20일~)는 벨기에의 유도 선수이다. 잉리트 베르흐만스와 함께 1970년대 후반~1980년대 벨기에 유도의 상징적인 인물이며, 1980년 하계 올림픽 라이트헤비급 금메달, 1988년 하계 올림픽 라이트헤비급 동메달을 획득했다. 또한 올림픽에 5회 이상 참가한 최초의 유도 선수이기도 하다. 

## 경력
오스텐더에서 태어났다. 1971년에 청소년 국가대표가 되어 나폴리에서 열린 1971년 유럽 유스 선수권 대회에서 영국의 토니 맥도널드와 함께 동메달을 획득했다. 이듬해인 1972년에 성인 국가대표로 발탁되어 같은 해 4월 브륀쉼에서 열린 네덜란드 오픈을 통해 첫 국제 대회에 출전, 동메달을 획득했다.
1980년 모스크바에서 열린 1980년 하계 올림픽에서 라이트헤비급 결승전에서 소련의 텐기스 후불루리를 꺾고 금메달을 획득하였다.
1988년 서울에서 열린 1988년 하계 올림픽에서는 34세의 나이로 동메달을 획득했다. 
1992년 7월 38세의 나이로 스페인 바르셀로나에서 열린 자신이 5번째이자 마지막이던 올림픽인 1992년 하계 올림픽에 참가하였고, 준준결승전에 도달하였다.
바르셀로나 올림픽 이후 현역에서 은퇴했고, 1992년부터 1993년까지 현역 시절 소속팀인 크로싱 스하르베이크에서 멘탈 코치로 활동했다.